# Deprotonação
Deprotonação é um termo em química que refere-se a remoção de um próton (hídron) (íon hidrogênio H+) de uma molécula, formando a base conjugada. A capacidade relativa para uma molécula ceder um próton é medida por uma valor de pKa. Um baixo valor de pKa indica que o composto é ácido e irá facilmente ceder este próton a uma base. O pKa de um composto é determinado por muitas coisas, mas mais significativamente é impactado pela capacidade (ou incapacidade) da base para estabilizar a carga negativa através de ressonância.
Bases usadas para deprotonar dependem da pKa do composto. Onde o próton não é particularmente ácido, e como tal, a molécula não cede este próton facilmente, uma base mais forte que os comumentos conhecidos hidróxidos são requeridos. Hidretos são uns dos muitos tipos de poderosos agentes deprotonadores. Hidretos comuns usados são hidreto de sódio e hidreto de potássio. Estas bases são tão poderosas devido ao hidreto formar hidrogênio na forma de gás quando o próton de outras moléculas é removido. Entretanto, a produção de hidrogênio também significa que deprotonação usando reagentes que liberam hidrogênio é perigosa e tais reações devem ser realizadas sob atmosfera inerte (e.g. nitrogênio) devido a água ser uma fonte de prótons que está presente no ar circundante da reação todo o tempo e pode reagir com o hidreto ao invés da molécula desejada e incendiar o aparato.